# Alwalkeria
Az Alwalkeria a bazális hüllőmedencéjű dinoszauruszok egyik neme, amely a késő triász korban élt Indiában. Kis méretű, két lábon járó mindenevő volt.
A típusfajt Sankar Chatterjee 1987-ben Walkeria maleriensisnek nevezte el, az ismert brit őslénykutató Alick Walker tiszteletére és a fosszíliák lelőhelyére, a Maleri-formációra utalva. Azonban kiderült, hogy a nem nevét már lefoglalták egy mohaállat számára. Ezt a nevet 1994-ben Chatterjee és Ben Creisler egy újra cserélték.

## Felfedezés
Az Alwalkeria maradványait a Maleri-formációban fedezték fel az indiai Ándhra Prades-ben. Ez a formáció a késő triász korban jött létre. A Maleri-formációban azonosítatlan prosauropoda maradványokat is találtak, de az Alwalkeria az egyetlen elnevezett dinoszaurusznem. Az egyetlen ismert faj részleges csontváz, amely az alsó és a felső állcsont elülső részéből, a gerinc összes részéből származó 28, töredékes csigolyából, a combcsont nagy részéből és a bokacsontból (az astragalusból) áll. A hiányos koponya csak 4 centiméter hosszú.

## Anatómia
Bár az Alwalkeria leletanyaga korlátozott, a fogak távolsága és alakja nagyon hasonlít az Eoraptoréra. Az Eoraptorhoz hasonlóan egy rés választja el a fogakat a premaxillától, és a maxilláris csontokat a felső állcsontban. A két állat koponyájának egyéb hasonlóságai morfológiai alapon kötik össze a két nemet.
A felső állcsontjában a különböző helyen levő fogaknál alaki eltérés (heterodontia) figyelhető meg. Az Eoraptorhoz és a bazális sauropodomorphákhoz hasonlóan az elülső fogak vékonyak és egyenesek, míg az oldalsók a ragadozó theropodákéra jellemző módon hátrafelé hajlanak, de egyikük sem recézett. Ez az elrendezés nem utal egyértelműen sem növényevő, sem húsevő állatra, ami azt jelzi, hogy ez a dinoszaurusz változatos étrendű mindenevő volt, rovarokat, kis gerinceseket és növényeket egyaránt fogyasztott.
Az Alwalkeriát több jellemzője is egyedivé teszi a bazális dinoszauruszok között. A recézetlen fogai és porcos állkapocs összekapcsolódásai (symphysisei) mellett aránylag szélesebb a legtöbb ismert dinoszaurusznál. Emellett a sípcsontja és a bokája közötti ízület is nagyon széles volt.

## Osztályozás
Az Alwalkerián nem végeztek kladisztikai elemzést, de az Eoraptorral való hasonlóságok alapján hasonló helyet töltenek be a dinoszauruszok családfáján. Az Eoraptor helyzete azonban vitatott. Egy újabb keletű elemzés szerint a Hüllőmedencéjűek (Saurischia) rendjén belül található, de a theropoda-sauropodomorpha szétválás szemszögéből bazálisnak számít. Paul Sereno ehelyett arra a megállapításra jutott, hogy az Eoraptor egy bazális theropoda. Mások szerint az Eoraptor teljesen a Dinosauria csoporton kívül helyezkedik el.

## Fordítás
- Ez a szócikk részben vagy egészben az Alwalkeria című angol Wikipédia-szócikk ezen változatának fordításán alapul.  Az eredeti cikk szerkesztőit annak laptörténete sorolja fel. Ez a jelzés csupán a megfogalmazás eredetét és a szerzői jogokat jelzi, nem szolgál a cikkben szereplő információk forrásmegjelöléseként.